# Zidishu
Le zidishu (chinois simplifié : 子弟书 ; chinois traditionnel : 子弟書 ; pinyin : zǐdì shū) est une forme de ballade pour tambour chinoise, d'origine mandchoue.
Le zidishu naît au nord de la Chine, sous la dynastie mandchoue des Qing. Le sens de zidishu est « livret des fils des bannières » (ou « histoire des disciples des bannières »). Les zidishu sont en effet tout d'abord des chansons des membres des Huit Bannières, en langue mandchoue. Elles ont par conséquent une thématique en rapport avec la vie des soldats. Musicalement, ces chansons sont influencées par les chants chamanistiques et se chantaient avec accompagnement au tambour à huit facettes (zh),.
Avec leur arrivée à Pékin, sous l'empereur Qianlong, les zidishu subissent l'influence des guci (en) (ballade pour tambour), s'adoucissant, et les Chinois deviennent eux aussi des auteurs de zidishu, le genre devenant ainsi proprement chinois. Il existait deux styles : le « style de l'est de la capitale » (东城调, dōngchéng diào) et le « style de l'ouest de la capitale » (西城调, xīchéng diào). Le premier était musicalement proche du style d'opéra gaoqiang, le second du style kunqu, plus propice aux histoires d'amour. La prosodie demeurait celle des guci, en vers de sept caractères. Le répertoire est principalement tiré des romans et des pièces de théâtre (la moitié des quatre cents titres conservés jusqu'à nos jours). Le début du xxe siècle voit quasi disparaître les zidishu,.

## Répertoire
Xunfuqu (À la recherche de son époux), est le seul exemple d'une œuvre originale en mandchoue, assortie d'une traduction en chinois.
L'Histoire des crabes (mandchou : ? Katuri jetere juben i bithe, 螃蟹传, pángxiè chuán) est une histoire humoristique qui a la particularité d'être écrite dans les deux langues, mandchoue et chinoise. Elle met en outre en scène un couple mixte, le mari étant mandchou et l'épouse han. Elle date des environs de 1800.